# Rosario (nome)
Rosario  è un nome proprio di persona italiano maschile. È usato al femminile in spagnolo (e, occasionalmente, anche in italiano).

## Varianti
- Maschili
  - Alterati: Rosarino[5]
  - Ipocoristici: Saro[7], Sario[7], Saretto[7], Sarino[7]
- Femminili: Rosaria[1][2][4][5][6]
  - Alterati: Rosarietta[5], Rosarina[5]
  - Ipocoristici: Sara[7], Saria[7], Sarina[7], Saretta[7]

### Varianti in altre lingue
Maschili
- Francese: Rosaire[8]
- Latino: Rosarius[1]

Femminili
- Catalano: Roser[2]
- Francese: Rosaire[9]
- Inglese: Rosary[9], Rosaria[9], Rosarie[9]
- Latino: Rosaria[1]
- Portoghese: Rosário[2]
- Spagnolo: Rosario[2][9]
  - Ipocoristici: Charo[2]

## Origine e diffusione

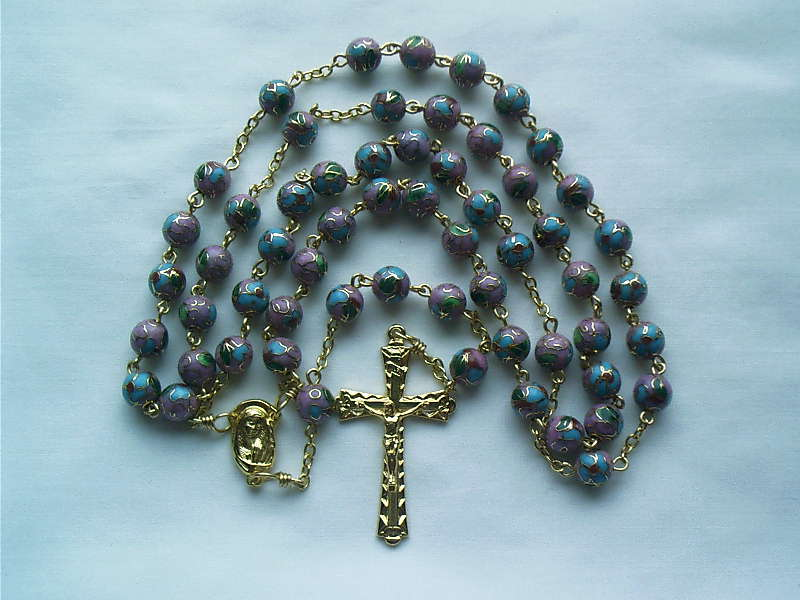
Un rosario cristiano

Da un punto di vista etimologico, questo nome risale al latino rosarium, che significa "rosaio" in latino classico e "corona di rose" in latino medievale. Tale termine era usato come nome proprio già in epoca romana, tuttavia il nome moderno, diffusosi molto più di recente, presenta una tradizione onomastica completamente differente: si tratta infatti di un nome devozionale tipicamente cattolico, che riflette il culto per la "Beata Vergine del Rosario", un titolo della Madonna che fa riferimento alla preghiera del rosario (storicamente, il termine "rosario" indicava dapprima la vera e propria corona di rose che ornava il capo della Vergine nelle rappresentazioni iconografiche; da lì, nel corso del XVI secolo, è passato ad indicare la preghiera rivolta alla Madonna, consistente nella recita in sequenza di diverse Ave Maria e Padre Nostro, e poi la catena di grani usata per contare tali preghiere). 
Si tratta, quindi, di uno dei tanti nomi che si sono diffusi grazie al culto mariano, come Catena, Consolata, Dolores, Itziar, Sterpeta, Nives e via dicendo, e come questi è spesso abbinato al nome Maria formando un nome composto (ad esempio, Maria Rosaria, Marie Rosaire e via dicendo).
In Italia, il nome gode di particolare diffusione nel Meridione, specie in Sicilia e Calabria; è parimenti proprio del Sud Italia l'utilizzo delle forme in Sar- come ipocoristici di Rosario e Rosaria; altrove, infatti, queste fanno tutte capo al nome biblico Sara.

## Onomastico
L'onomastico si festeggia tradizionalmente il 7 ottobre, festa della Madonna del Rosario, o l'8 maggio, in onore della Beata Vergine del Rosario di Pompei.

## Persone

Rosario Assanti

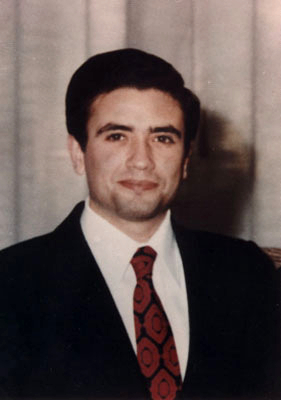
Rosario Livatino

- Rosario Alagna, matematico italiano
- Rosario Assanti, militare italiano
- Rosario Bentivegna, partigiano e medico italiano
- Rosario Borelli, attore italiano
- Rosario Crocetta, politico italiano
- Rosario Tindaro Fiorello, vero nome di Fiorello, conduttore radiofonico, showman, cantante, imitatore, comico e doppiatore italiano
- Rosario Gagliardi, architetto italiano
- Rosario Giuliani, sassofonista italiano
- Rosario Livatino, magistrato italiano
- Rosario Lo Bello, arbitro di calcio italiano
- Rosario Pecoraro, fantino italiano
- Rosario Romeo, storico e politico italiano
- Rosario Sasso, calciatore italiano

### Variante femminile Rosaria
- Rosaria Aiello, pallanuotista italiana
- Maria Rosaria Bindi, vero nome di Rosy Bindi, politica italiana
- Rosaria Capacchione, giornalista e politica italiana
- Rosaria Console, atleta italiana
- Rosaria De Cicco, attrice italiana
- Rosaria Renna, conduttrice televisiva e conduttrice radiofonica italiana

### Variante femminile Rosario

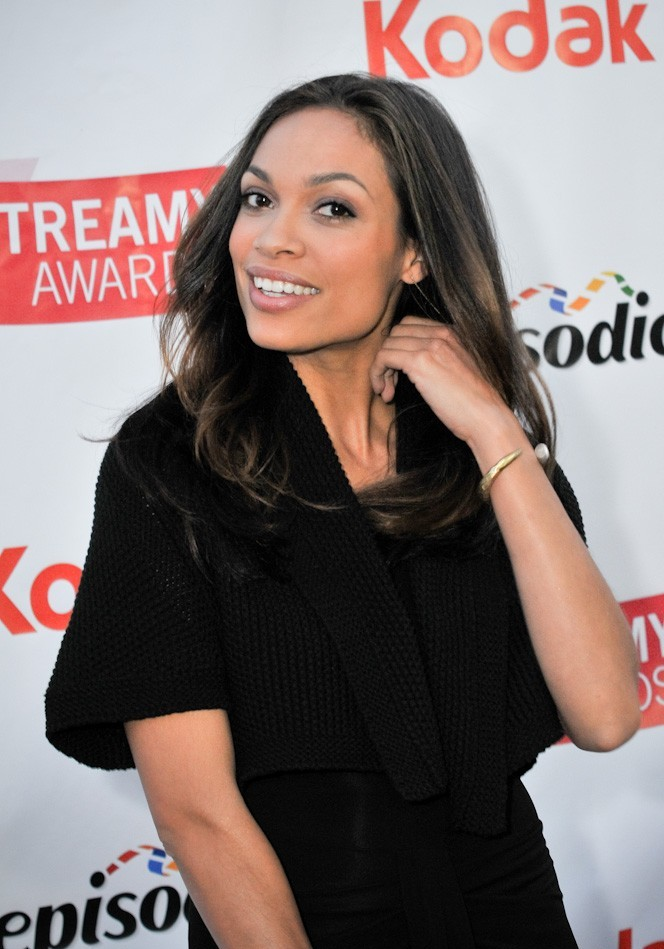
Rosario Dawson

- Rosario Dawson, attrice, cantante e scrittrice statunitense
- Rosario de Acuña y Villanueva de la Iglesia, scrittrice spagnola
- Rosario Flores, attrice e cantante spagnola
- Rosario Murillo, politica, attivista e scrittrice nicaraguense

### Variante femminile Charo
- Charo Cofré, cantante cilena

## Il nome nelle arti
- Rosario Madonia è uno pseudonimo utilizzato dal disc jockey Big Fish.
- Rosario Salazar è un personaggio della serie televisiva Will & Grace.